# Milaan-San Remo 1990
De wielerklassieker Milaan-San Remo 1990 werd gereden op zaterdag 17 maart 1990. De koers werd gewonnen door de Italiaan Gianni Bugno.

## Uitslag
| Rang | Naam                | Land       | Ploeg                 | Tijd     |
| ---- | ------------------- | ---------- | --------------------- | -------- |
| 1    | Gianni Bugno        | Italië     | Chateau d'Ax–Salotti  | 6u25'06" |
| 2    | Rolf Gölz           | Duitsland  | Buckler-Colnago-Decca | op 4"    |
| 3    | Gilles Delion       | Frankrijk  | Helvetia-La Suisse    | op 23"   |
| 4    | Moreno Argentin     | Italië     | Ariostea              | op 31"   |
| 5    | Maurizio Fondriest  | Italië     | Del Tongo             | z.t.     |
| 6    | Jean-Claude Colotti | Frankrijk  | RMO                   | z.t.     |
| 7    | Jesper Skibby       | Denemarken | TVM                   | z.t.     |
| 8    | Adriano Baffi       | Italië     | Ariostea              | op 1'02" |
| 9    | Johan Museeuw       | België     | Lotto-Superclub       | z.t.     |
| 10   | William Dazzani     | Italië     | Italbonifica–Navigare | z.t.     |

### Overige Belgen en Nederlanders
| Rang | Naam                | Land      | Ploeg                     | Tijd     |
| ---- | ------------------- | --------- | ------------------------- | -------- |
| 13   | John Talen          | Nederland | Panasonic-Sportlife       | z.t.     |
| 24   | Marc van Orsouw     | Nederland | PDM-Ultima-Concorde       | z.t.     |
| 31   | Jos Haex            | België    | Lotto-Superclub           | z.t.     |
| 34   | Henk Lubberding     | Nederland | Panasonic-Sportlife       | z.t.     |
| 54   | Frans Maassen       | Nederland | Buckler-Colnago-Decca     | z.t.     |
| 59   | Jos van Aert        | Nederland | PDM-Ultima-Concorde       | z.t.     |
| 65   | Erik Breukink       | Nederland | PDM-Ultima-Concorde       | z.t.     |
| 69   | Maarten Ducrot      | Nederland | TVM                       | op 2'46" |
| 78   | Rudy Verdonck       | België    | Lotto-Superclub           | op 6'20" |
| 79   | Johnny Dauwe        | België    | Weinmann-Smm Uster-Merckx | z.t.     |
| 83   | Eddy Schurer        | Nederland | TVM                       | z.t.     |
| 93   | Gerrit Solleveld    | Nederland | Buckler-Colnago-Decca     | op 7'44" |
| 96   | Herman Frison       | België    | Histor-Sigma              | z.t.     |
| 97   | Jacques Hanegraaf   | Nederland | TVM                       | z.t.     |
| 102  | Michel Vermote      | België    | RMO                       | z.t.     |
| 104  | Ludwig Willems      | België    | Lotto-Superclub           | z.t.     |
| 109  | Patrick Verschueren | België    | Lotto-Superclub           | z.t.     |

1907 · 1908 · 1909 · 1910 · 1911 · 1912 · 1913 · 1914 · 1915 · 1916 · 1917 · 1918 · 1919 · 1920 · 1921 · 1922 · 1923 · 1924 · 1925 · 1926 · 1927 · 1928 · 1929 · 1930 · 1931 · 1932 · 1933 · 1934 · 1935 · 1936 · 1937 · 1938 · 1939 · 1940 · 1941 · 1942 · 1943 · 1944 · 1945 · 1946 · 1947 · 1948 · 1949 · 1950 · 1951 · 1952 · 1953 · 1954 · 1955 · 1956 · 1957 · 1958 · 1959 · 1960 · 1961 · 1962 · 1963 · 1964 · 1965 · 1966 · 1967 · 1968 · 1969 · 1970 · 1971 · 1972 · 1973 · 1974 · 1975 · 1976 · 1977 · 1978 · 1979 · 1980 · 1981 · 1982 · 1983 · 1984 · 1985 · 1986 · 1987 · 1988 · 1989 · 1990 · 1991 · 1992 · 1993 · 1994 · 1995 · 1996 · 1997 · 1998 · 1999 · 2000 · 2001 · 2002 · 2003 · 2004 · 2005 · 2006 · 2007 · 2008 · 2009 · 2010 · 2011 · 2012 · 2013 · 2014 · 2015 · 2016 · 2017 · 2018 · 2019 · 2020 · 2021 · 2022 · 2023 · 2024 · 2025

Lijst van beklimmingen